# Afschietwerk

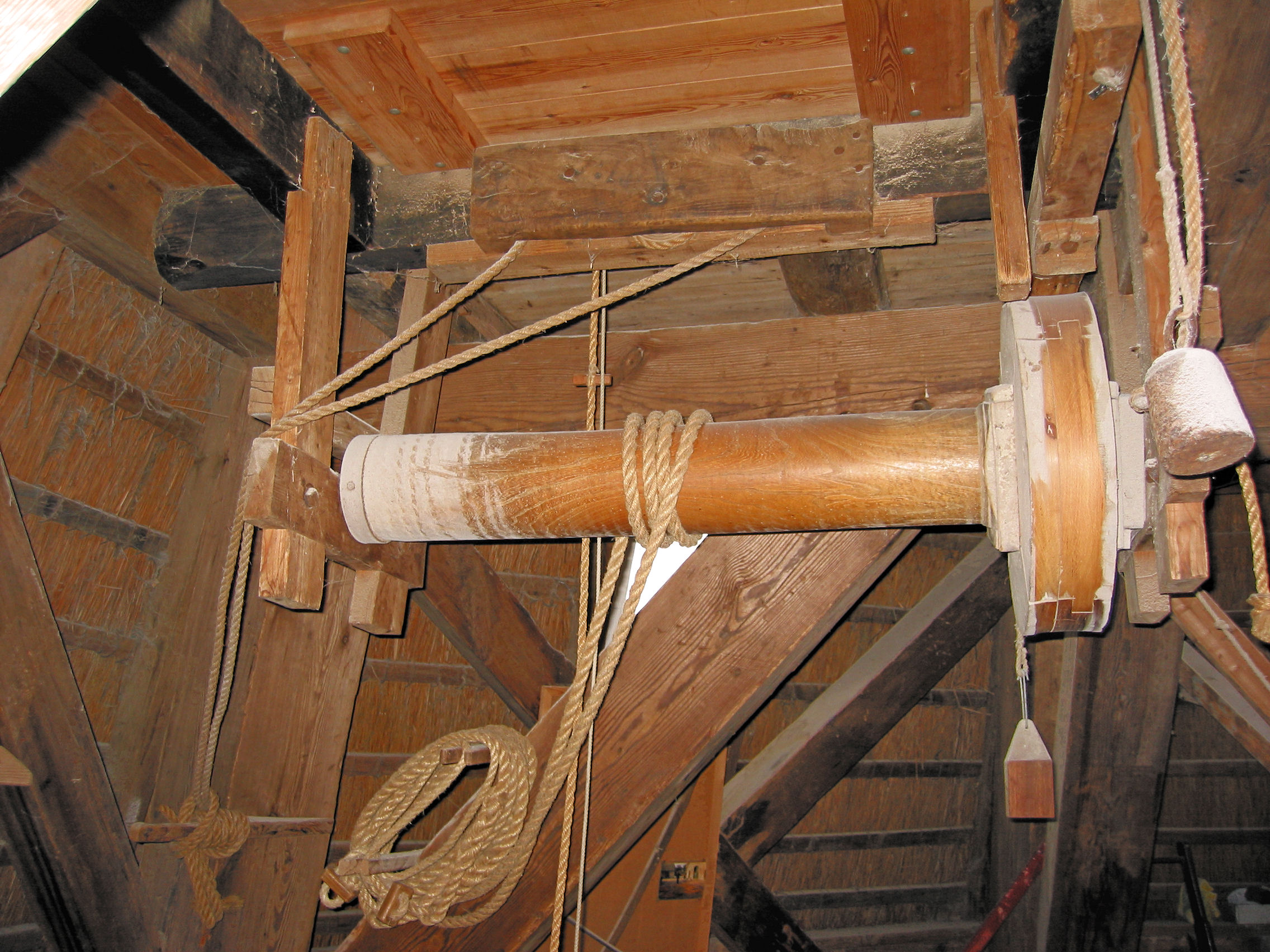
Afschietwerk van de Walderveense molen met erboven het tweede afschietwerk bestaande uit drie schijven.

Een afschietwerk is een installatie op sommige korenmolens voor het afschieten (laten zakken) van het maalgoed.
Het kan bestaan uit een as met een wiel dat afgeremd kan worden met een met de hand bediende rem.
Ook kan het bestaan uit drie naast elkaar geplaatste schijven, waar het touw doorheen doorloopt.
Vaak kan er echter afgeschoten worden met behulp van het gaffelwiel van het luiwerk.